# کی‌اس‌آی در مقابل لوگان پاول
کی‌اس‌آی در مقابل لوگان پاول (به انگلیسی: KSI vs. Logan Paul) یک مسابقه بوکس آماتور بین دو یوتیوببر کی‌اس‌آی از انگلیس و لوگان پاول از آمریکا بود. در کنار این مسابقه، یک مسابقه دیگر برای برادران کوچک‌تر، دجی اولاتونجی (Deji) و جیک پاول برگزار شد. مسابقه در تاریخ ۲۵ اوت ۲۰۱۸ در منچستر آرنا، منچستر، انگلیس به صورت حضوری و تماشای پولی، از یوتیوب برگزار شد، مسابقه منجر به تساوی اکثریت با امتیاز ۵۷–۵۷ شد.
این مبارزه به عنوان «بزرگترین رویداد اینترنتی در تاریخ»، و «بزرگترین مسابقه بوکس آماتور تاریخ» تبلیغ شد. بازی برگشت به عنوان یک مسابقه بوکس حرفه ای (بدون وسایل حفاظتی) در ۹ نوامبر ۲۰۱۹ در استیپلز سنتر لس آنجلس برگزار شد.

## زمینه
کی‌اس‌آی در مبارزه با جو ولر، یوتیوبر بریتانیایی، در تاریخ ۳ فوریه ۲۰۱۸ در کوپر باکس در لندن برنده مسابقه شد، مسابقه با دریافت ۱٫۶ میلیون بیننده زنده و ۲۱ میلیون بازدید در روز، و بیش از ۲۵ میلیون طی چند روز بعد، تبدیل به بزرگترین مبارزه بوکس یقه‌سفید شد. پس از پیروزی به کی‌اس‌آی کمربند قهرمانی بوکس یوتیوب اعطا شد، در آن هنگام او برادران پاول را به مسابقه دعوت کرد و در ابتدا جیک پاول برادر کوچگ لوگان پاول را دعوت کرد. در ابتدا قرار بود جیک پاول با کی‌اس‌آی مبارزه کند ولی جیک عقب‌نشینی می‌کند و اجازه می‌دهد تا برادر بزرگتر خود لوگان پاول با وی مسابقه دهد. برادر کوچکتر کی‌اس‌آی دجی اولاتونجی (همچنین به عنوان ComedyShortsGamer شناخته می‌شود) برای مبارزه با جیک وارد عمل شد. دجی نمی‌خواست با نام کامل مبارزه کند بنابراین توافق شد که مبارزه با ذکر نام‌های دجی و جیک به عنوان رویداد اصلی تبلیغ شود. دو طرف قرارداد را امضا کردند و توافق کردند که دو مسابقه داشته باشند، یکی در ۲۵ اوت ۲۰۱۸ در منچستر آرنا در بریتانیا، و دیگری در فوریه ۲۰۱۹ در ایالات متحده برگزار شود. در واقع، لوگان و جیک پاول می‌خواستند که تمام مبارزات در یک مکان خنثی، ترجیحاً دبی، امارات متحده عربی برگزار شود اما لوگان تصمیم گرفته بود تا دو مبارزه باشد.
کی‌اس‌آی در مصاحبه ای گفت که قصد دارد بوکس حرفه‌ای را بعد از مبارزه ادامه دهد و: «من می‌خواهم همه ذره ارتباطات او (لوگان پاول) را از بین ببرم و سپس به هدف بزرگ‌تر خودم، که حرفه ای بودن است، پیش بروم». در ادامه کی‌اس‌آی گفت که بعد از این مسابقه قرارداد حرفه ای امضاء خواهد کرد.

### کنفرانس خبری
دو کنفرانس مطبوعاتی برای تبلیغ مبارزه برگزار شد. نخستین کنفرانس در ۱۶ ژوئن در خارج از ورزشگاه یادبود کولیسیم لس آنجلس در لس آنجلس به میزبانی شانون بریگز قهرمان سنگین‌وزن برگزار شد.
دومین کنفرانس مطبوعاتی در ۱۸ ژوئیه در York Hall در بثنال گرین، شرق لندن به مزیبانی True Geordie برگزار شد که دربارهٔ مبارزه اظهار نظر کرد. در جریان کنفرانس مطبوعاتی، کی‌اس‌آی و دجی هر دو لوگان و جیک، دوست دختر لوگان، کلویی بنت و پدرشان گرگ پاول را به سخره گرفتند تا جایی که هر دو برادر پاول، زودتر از کنفرانس مطبوعاتی خارج شدند.
پس از کنفرانس مطبوعاتی، طرفداران کی‌اس‌آی و دجی به اتومبیل‌های لوگان و جیک که از طرف دوستشان و مروج کلوپ شبانه لاس وگاس، آرمان ایزدی، اجاره شده بودند حمله کردند. آرمان ایزدی، دجی را تهدید به شکایت علیه او کرد و ادعا کرد که دجی، هوادارانش را به حمله به برادران پاول تحریک می‌کند و دجی را به یک مبارزه دعوت کرد. دجی این ادعاها را تکذیب کرد و گفت: «این حمله توسط عوامل دیگری اجرا شد و این گرگ پاول بود که به هواداران حمله کرد.» همکاران ایزدی سالن ورزشی را که دجی در آن آموزش می‌دید، تخریب می‌کنند. ایزدی مسئولیت را قبول می‌کند و همین امر باعث می‌شود که دجی شرط بگذارد که حضور ایزدی در مسابقه ممنوع است.
پس از کنفرانس مطبوعاتی، پاول درخواست کرد که True Geordie میزبان مسابقه نباشد و گفت که او نسبت به کی‌اس‌آی «متعصب» است که به او اجازه داد بدون دخالت به برادران پاول توهین کند. پس از مکالمه تلفنی، اوضاع برطرف شد و تأیید شد که True Geordie در مسابقه میزبان است.

### وزن کشی

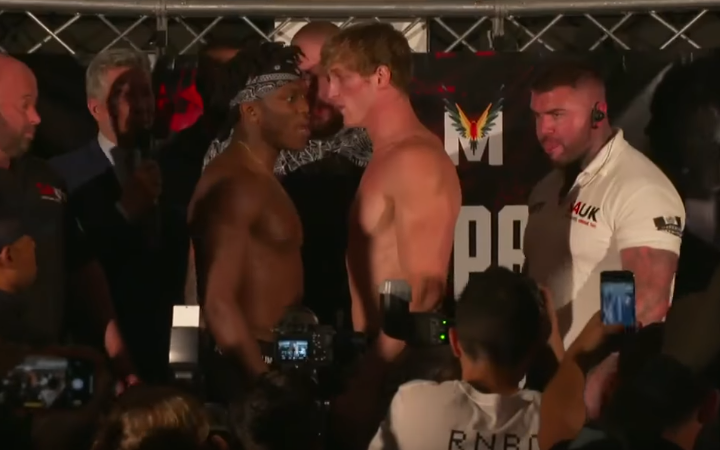
کی‌اس‌آی و لوگان پاول در حین وزن کشی رو در روی هم قرار می‌گیرند

اندازه‌گیری وزن در ۲۴ اوت ۲۰۱۸ برگزار شد و میزبان کنفرانس مطبوعاتی لندن True Geordie و مایکل بافر بود. وزن کی‌اس‌آی ۱۸۷٫۲ پوند (۸۴٫۹ کیلوگرم)، ۱٫۹ کیلوگرم سنگین تر از مبارزه قبلی خود با جو ولر بود. در همین حال، لوگان پاول با وزن ۱۸۹٫۶ پوند (۸۶ کیلوگرم) وارد زمین شد. کی‌اس‌آی با ماسک صورت کلویی بنت (دوست دختر لوگان پاول) که طنعه به لوگان بود، در وزن کشی شرکت کرد. دجی وزن ۱۷۴٫۴ پوند (۷۹٫۱ کیلوگرم) و جیک پاول وزن ۱۸۱٫۹ پوند (۸۲٫۵ کیلوگرم) داشت.

## جزئیات مبارزه

### اطلاعات بلیط
مبارزه در منچستر آرنا در انگلستان برگزار شد. بلیط‌های این مسابقه پس از اعلامیه کی‌اس‌آی در کانال یوتیوب خود در ۲۲ ژوئن به فروش رسید. بلیط‌های پذیرش عمومی با قیمت ۳۰ پوند با بالاترین قیمت ۴۹۵ پوند آغاز شد. بلیط‌های موجود با قیمت‌های ۳۰ پوند، ۴۰ پوند، ۵۰ پوند، ۶۰ پوند، ۸۰ پوند، ۱۰۰ پوند، ۱۵۰ پوند و وی آی پی ۴۹۵ پوندی ارائه شد.

### پخش
بازی از طریق یک کانال یوتیوب اختصاص داده شده به این مبارزه، به صورت تماشای پولی پخش شد. هزینه پرداخت به ازای هر بار تماشا، ۶ پوند در انگلستان تنظیم شده بود اما به ۷٫۵۰ پوند افزایش یافت، و ۱۰ دلار در ایالات متحده بود. تعدادی از طرفداران بخاطر پولی بودن تماشا مسابقه، پاسخ منفی دادند چون بازی قبلی کی‌اس‌آی با جو ولر به صورت رایگان در یوتیوب پخش شد. True Geordie، جو ولر و لورنس مک کنا در مورد این مسابقه اظهار نظر کردند. مایکل بافر، گویندگی مبارزه را برعهده داشت.

### پخش دزدی
بخاطر پررنگ بودن این رویداد در اینترنت و دنیای اجتماعی و استفاده از تماشای پولی به جای پخش رایگان یوتیوب، پخش دزدی و رایگان، یکی از نگرانی‌های تبلیغ کنندگان بود. در ویدئویی از جیک پاول، گفت که «هرکسی که قصد پخش غیرقانونی یا ایجاد تورنت در مسابقه را داشته باشد، کارمندان گوگل و یوتیوب در طول شب بازی، قادر نخواهند بود که پخش را قطع یا غیرفعال کنند.» با این حال، این امر باعث نشد که هواداران، پخش جریان‌های غیرقانونی را در اعتراض به استفاده از تماشای پولی متوقف کنند. کی‌اس‌آی در پاسخ گفت که: «هزینه این رویداد نسبت به آخرین بار (مبارزه کی‌اس‌آی در مقابل جو ولر) در سطح دیگری است. [هزینه] کنفرانس‌های مطبوعاتی، توزین و ساخت سایر مطالب برای کانال جدید، همه اینها جمع می‌شود.» پس از این مبارزه، مشخص شد که بیش از ۱٫۲ میلیون نفر تماشاگر از طریق پخش‌های جریانی دزدی در توییچ، مسابقه را تماشا کردند، این بدین معنی‌ست که بیش از ۱۲ میلیون دلار درآمد محقق نشد.

### درآمد
درآمد مسابقه ۵۰/۵۰ تقسیم شد. اگرچه جزئیات رسمی مشخص نشد، اما برآوردی از درآمد آنها وجود دارد. طبق یک برآورد، کل درآمد ۱۵۰ میلیون پوند است، با احتساب درآمد اسپانسر که این دو امضا کردند، کی‌اس‌آی و لوگان پاول هر کدام ۷۵ میلیون پوند دریافت کردند. برآورد دیگر، درآمد کی‌اس‌آی و لوگان پاول را از ۳۰ میلیون تا ۴۰ میلیون پوند از فروش بلیط، بازدید آنلاین، معاملات اسپانسر و فروش کالاها تخمین می‌زند.
با این حال، هر دو کی‌اس‌آی و لوگان پاول این تخمین‌ها را رد کردند. کی‌اس‌آی گفت که که درآمد وی به‌طورمشخص مبلغ بالایی است اما به هیچ وجه نزدیک به ۴۰ میلیون پوند نیست. یوتیوب ۳۰٪ از درآمد پرداخت به ازای هر بازدید را به خود اختصاص داد و ۷۰٪ باقیمانده به‌طور مساوی بین کی‌اس‌آی و لوگان پاول تقسیم شد و هر یک ۳۵٪ سهم دریافت کردند. سهم لوگان به نوبه خود با برادرش جیک تقسیم شد، و لوگان تخمین می‌زند که ۳۰ درصد بیشتر درآمد او صرف هزینه‌هایی از جمله مدیریت، تولید، مکان‌ها، مربیان، مسافرت، محل اقامت، مدیران، وکلا و نمایندگان شد.

### کمربند
با نتیجه تساوی، کی‌اس‌آی کمربند قهرمانی یوتیوب را حفظ کرد. کمربند به رنگ قرمز با نقوش طلایی است. طراحی آن شامل عقابی است که بال‌هایش کاملاً در بالای کره ای طلایی و یک تاج در مرکز آن قرار داده شده‌است. این کمربند در مبارزه قبلی توسط درک چیسورا به کی‌اس‌آی اهدا شد.

### مقامات و قوانین
- داور: Gareth Morris
- قضاوت کنندگان: Delilah Ponce, Gino Piccinino و Gareth Morris

رویداد اصلی، هر ۶ دوره ۳ دقیقه مورد مناقشه قرار گرفت. هر دو ورزشکار توافق کردند که در دستکش اندازه ۱۲ بوکس بزنند، اندازه ای که اغلب برای مبارزات آماتور بوکس بین وزن‌های متوسط و سنگین استفاده می‌شود.

### شانس شرط‌بندی
| نتیجه      | بت۳۶۵ | SkyBet | لدبروکس | ویلیام هیل |
| ---------- | ----- | ------ | ------- | ---------- |
| کی‌اس‌آی     | ۱۱/۱۰ | ۱      | ۶/۵     | ۶/۵        |
| لوگان پاول | ۴/۶   | ۴/۵    | ۸/۱۳    | ۸/۱۴       |
| تساوی      | —     | ۱۸     | ۱۶      | ۱۶         |

بر پایه اطلاعات در ۲۴ آگوست 2018.

## نتیجه مسابقه
بعد از اینکه جیک پاول با ناک‌اوت فنی دجی را شکست داد، او خواننده، ترانه‌سرا و خواننده آمریکایی کریس براون را به مسابقه دعوت کرد، گفت: «من می‌دانم که قرار بود با سولجا بوی مبارزه کنی. اما فکر می‌کنم وقت آن رسیده که با کسی به اندازه خودت در رینگ قرار بگیری.»

### امتیازات داوران
| گرت موریس | گرت موریس | جینو پیچینینو | جینو پیچینینو | دلیله پونسه | دلیله پونسه |
| --------- | --------- | ------------- | ------------- | ----------- | ----------- |
| کی‌اس‌آی    | پاول      | کی‌اس‌آی        | پاول          | کی‌اس‌آی      | پاول        |
| ۵۸        | ۵۷        | ۵۷            | ۵۷            | ۵۷          | ۵۷          |

منبع:
یک راند به نفع کی‌اس‌آی و دو راند مساوی شد، در نتیجه کل بازی تساوی محسوب می‌شود.

## بازتاب‌ها

### قبل از مسابقه
مسابقه و نتیجه آن مورد توجه بوکسرهای حرفه ای مثل فلوید می‌ودر، تایسون فیوری، عامر خان، ریکی هاتون و مایکل بیسپینگ، قهرمان سابق وزن متوسط یواف‌سی قرار گرفت. مایکل بیسپینگ که به کی‌اس‌آی برای مسابقه آموزش داد، در پادکست Believe You Me این مبارزه را «تمسخر توهین آمیز» به بوکس حرفه ای و ورزش‌های رزمی خواند و گفت: «به نظر من این برای کسان که زندگی خود را وقف یک مبارز کرده‌اند تقریباً توهین آمیز است. راه سختی را طی کنید، یک رزمی کار مادام العمر بوده‌اید و سپس این دو وارد می‌شوند … آنها تقریباً ورزش بوکس و ورزش‌های رزمی را مسخره می‌کنند.» بعدها این قسمت مورد بحث از پادکست حذف شد.

### بازدید و درآمد
ویدئوهای تبلیغاتی قبل از مبارزه که در کانال رسمی یوتیوب KSI vs Logan بارگذاری شده‌اند بیش از ۶۳ میلیون بازدید داشته‌اند، از جمله بیش از ۳۰ میلیون بازدید در پیش پرده‌های رسمی مبارزه. علاوه بر این، موزیک ویدئوهای دیس کی‌اس‌آی، لوگان پاول، جیک پاول و دجی نزدیک به ۱۱۰ میلیون بازدید داشته‌اند.
در این مبارزه ۲۱۰۰۰ بلیط برای منچستر آرنا فروخته شد، در مقایسه با ۸۰۰۰ بلیط فروخته شده در کوپر باکس برای مبارزه قبلی کی‌اس‌آی و جو ولر. تخمین زده می‌شود که بیش از ۲٫۷ میلیون پوند (۳٫۵ میلیون دلار آمریکا) بلیط‌های حضوی فروش داشته‌اند.
مبارزه بیش از ۲٫۲۵ میلیون بیننده به صورت زنده و بیش از ۱٫۰۵ میلیون تماشاگر پولی و ۱٫۲ میلیون تماشاگر جریان‌های غیرقانونی در توییچ مشاهده شد. کانال رسمی KSI vs Logan در یوتیوب تا ۳۰ سپتامبر ۲۰۲۰ بیش از ۱۱۵ میلیون بازدید داشته‌است.

#### بازدیدهای پولی
با احتساب وب سایت رسمی KSI vs Logan, این مسابقه در مجموع ۱٫۳ میلیون تماشاگر پولی در سراسر جهان دریافت کرد، از جمله بیش از ۸۰۰۰۰۰ خرید برای تماشا به صورت زنده، و آن را به بزرگ‌ترین مسابقه بوکس غیر حرفه ای در تمام دوران تبدیل کرد.